# Svjetski dan prevencije zlostavljanja djece
Svjetski dan prevencije zlostavljanja djece (engl. World Day for the Prevention of Child Abuse) obilježava se svake godine 19. studenoga. Svjetski dan nastao je na inicijativu Zaklade svjetskog summita žena (WWSF, engl. Women’s World Summit Foundation) 2000. s ciljem stvaranja kulture prevencije diljem svijeta poticanjem vlada i društvenih organizacija na aktivnije uključivanje u zaštiti djece. 
Ured pravobraniteljice za djecu u Hrvatskoj 2007. godine pridružio se toj kampanji, kroz organiziranje susreta s djecom, stručnih rasprava, medijske poruke, objavljivanje publikacija za djecu i odrasle te zagovaranje kulture prevencije u društvu.